# Zorzines loti
Zorzines loti là một loài bướm đêm trong họ Noctuidae.